# Matiarwa
Matiarwa (nep. मतिअर्वा) – gaun wikas samiti w środkowej części Nepalu w strefie Narajani w dystrykcie Bara. Według nepalskiego spisu powszechnego z 2001 roku liczył on 715 gospodarstw domowych i 4959 mieszkańców (2375 kobiet i 2584 mężczyzn).